# McLaren MP4/1
Der McLaren MP4/1 (anfänglich auch: McLaren MP/4) ist ein Formel-1-Rennwagen des britischen Motorsportteams McLaren, der 1981 debütierte und mit einigen Modifikationen als MP4/1B bzw. MP4/1C auch 1982 und 1983 an den Start ging. Er war der erste in einem Weltmeisterschaftslauf eingesetzte Rennwagen mit einem vollständig aus Kunststoffen hergestellten Monocoque. Damit war der MP4/1 revolutionär. Die Bauweise wurde im folgenden Jahrzehnt von allen Teams übernommen und ist auch gegenwärtig (Stand 2024) noch der Standard. Eine Weiterentwicklung ist der McLaren MP4/1E von 1983, der mit einem Turbomotor von Porsche ausgestattet war und bis zum Erscheinen des neu konstruierten McLaren MP4/2 als Übergangsmodell diente.

## Entstehungsgeschichte
Der MP4/1 war McLarens erstes Formel-1-Auto nach dem Zusammenschluss mit dem von Ron Dennis gegründeten Formel-2-Rennstall Project Four Racing. Die im Herbst 1980 vollzogene Fusion zwischen dem erfolgreichen Dennis-Team und dem von Teddy Mayer geleiteten Formel-1-Rennstall McLaren, der sich in einer schweren sportlichen Krise befand, ging nach allgemeiner Darstellung auf den Tabakkonzern Philip Morris International zurück, der zu dieser Zeit beide Teams mit der Zigarettenmarke Marlboro sponsorte: Marlboro wollte angesichts des Umstandes, dass Dennis mit Project Four ursprünglich einen eigenen Formel-1-Rennstall etablieren wollte, die Ressourcen zukünftig bündeln. Die Bezeichnung MP4, die von 1981 bis 2016 bei allen McLaren-Autos verwendet wurde und die jedenfalls ursprünglich für Marlboro Project Four stand, macht diese Verbindung deutlich.
Die ersten Planungen für den MP4/1 begannen 1979 bei Project Four. Verantwortlicher Ingenieur war John Barnard. Nach der Fusion von Project Four und McLaren ersetzte der MP4/1 ab 1981 die bisherigen McLaren-Modelle M29 und M30, mit denen das Team 1979 und 1980 angetreten waren. Beide waren schwache Konstruktionen, wobei der M30 sogar noch schlechter war als der unmittelbare Vorgänger. Der MP4/1 war ein zukunftsweisend konstruiertes Fahrzeug, dessen technische Merkmale im Laufe der nächsten Jahre alle Konstrukteure übernahmen. Er blieb in der Saugmotorversion bis zum Spätsommer 1983 in drei Versionen im Einsatz. Gegen Ende der Saison 1983 erschien der von TAG finanzierte und von Porsche entwickelte Sechszylinder-Turbomotor, auf den McLaren exklusiv Zugriff hatte. Weil McLaren seinen Sponsoren – möglicherweise auf Druck von Niki Lauda, der nach einigen schlechten Qualifikationsergebnissen mit dem MP4/1C einen Verlust der Wettbewerbsfähigkeit bei zu langem Festhalten an Saugmotoren fürchtete – einen Einsatz des Porsche-Motors noch 1983 zugesagt hatte, das speziell für ihn konstruierte Chassis MP4/2 aber noch nicht fertig war, baute McLaren Ende 1983 drei MP4/1C so um, dass sie die Porsche-Motoren aufnehmen konnten. Dieses Interimsmodell erhielt die Bezeichnung MP4/1E. Es wurde mit dem Debüt des MP4/2 beim ersten Rennen der Saison 1984 überflüssig.

## Modellbeschreibung

### Chassis

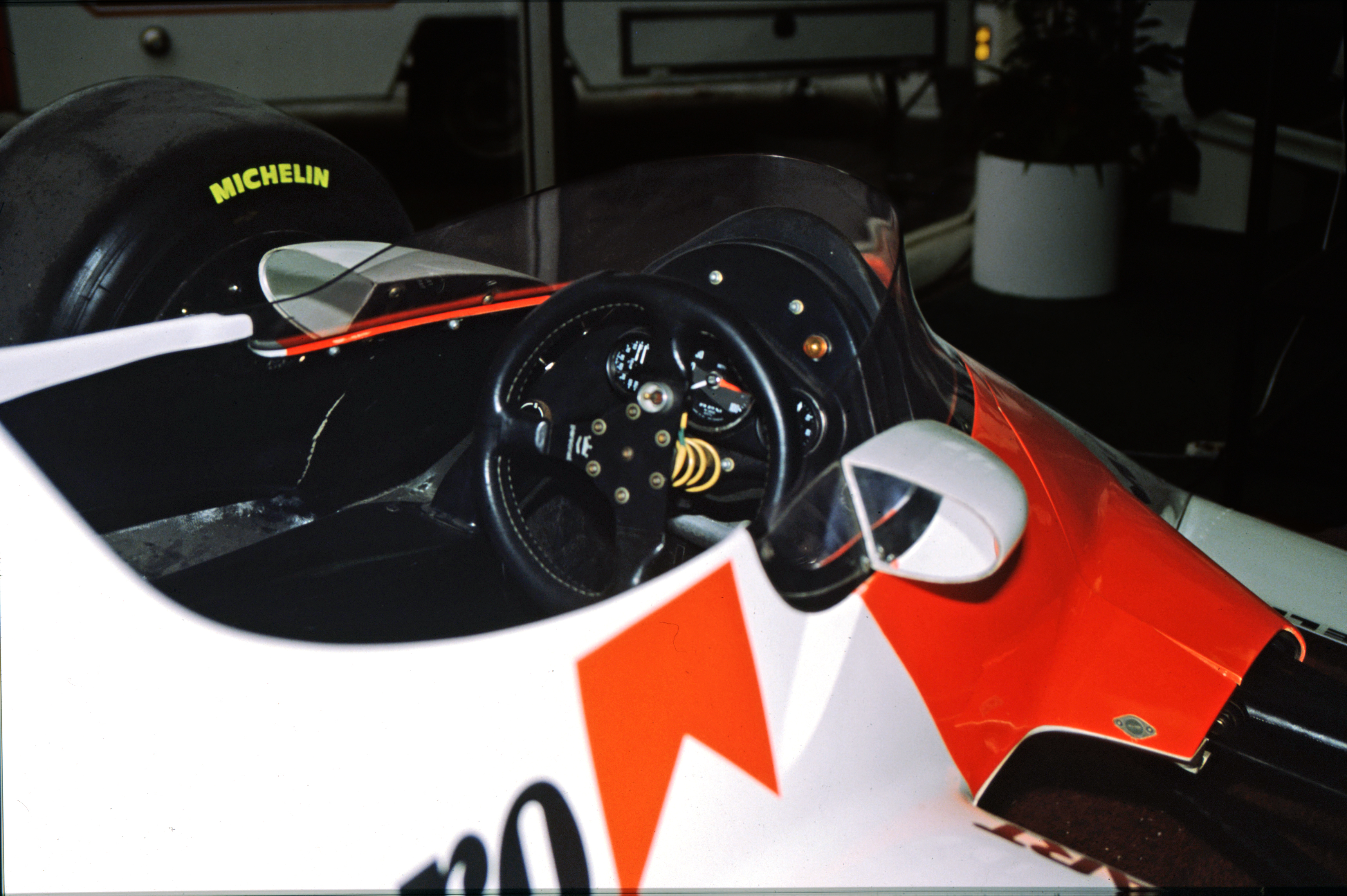
Vollmonocoque aus Kunststoff

Der McLaren MP4/1 hat ein Vollmonocoque aus kohlenstofffaserverstärktem Kunststoff. Diese Konstruktionsweise wurde vorher bei keinem anderen Formel-1-Auto verwirklicht. Sie findet sich auch bei dem ebenfalls 1981 erschienen Lotus 88, der allerdings im Gegensatz zum McLaren MP4/1 bei keinem Rennen an den Start ging.
Die Kunststoffmatten für den McLaren produzierte der Luftfahrtzulieferer Hercules Aerospace in Salt Lake City. Zur Verstärkung wurden Wabenplatten aus Aluminium eingebaut. Hercules baute auch die ersten zwei oder drei Monocoques, weil McLaren Anfang 1981 noch nicht über einen eigenen Autoklav verfügte. McLarens Monocoques waren die größten Gegenstände, die Hercules bis dahin gefertigt hatte. Einige Anbauteile waren wie bei früheren Rennwagen noch aus Aluminium. Dazu gehörte unter anderem die Fahrzeugnase.
Der MP4/1 war von Beginn an als Wing Car entworfen: Der Boden und die Seitenkästen sind so profiliert, dass ein Bodeneffekt entsteht. Die Seitenkästen schließen den Unterboden ab und verstärken damit den Saugeffekt. Das Konzept war 1981 und 1982 erfolgreich. Für die Saison 1983 traten allerdings wesentliche Regeländerungen in Kraft. Flügelprofile in den Seitenkästen waren nunmehr verboten, und die Unterböden mussten komplett glatt sein, sodass sie keinen Saugeffekt mehr produzierten. McLaren versah die Autos für 1983 daraufhin mit glatten Unterböden.

### Fahrwerk
Das Fahrwerk des McLaren MP4/1 wird als konventionell beschrieben. Für die erste Version des MP4/1 verwendete McLaren wie fast alle anderen Teams Koni-Stoßdämpfer. Mit der Einführung des MP4/1B zur Saison 1982 wechselte McLaren exklusiv auf Gasdruckstoßdämpfer von Bilstein, die in einem größeren Temperaturbereich arbeiteten und keine besondere Kühlung erforderten.

### Antrieb

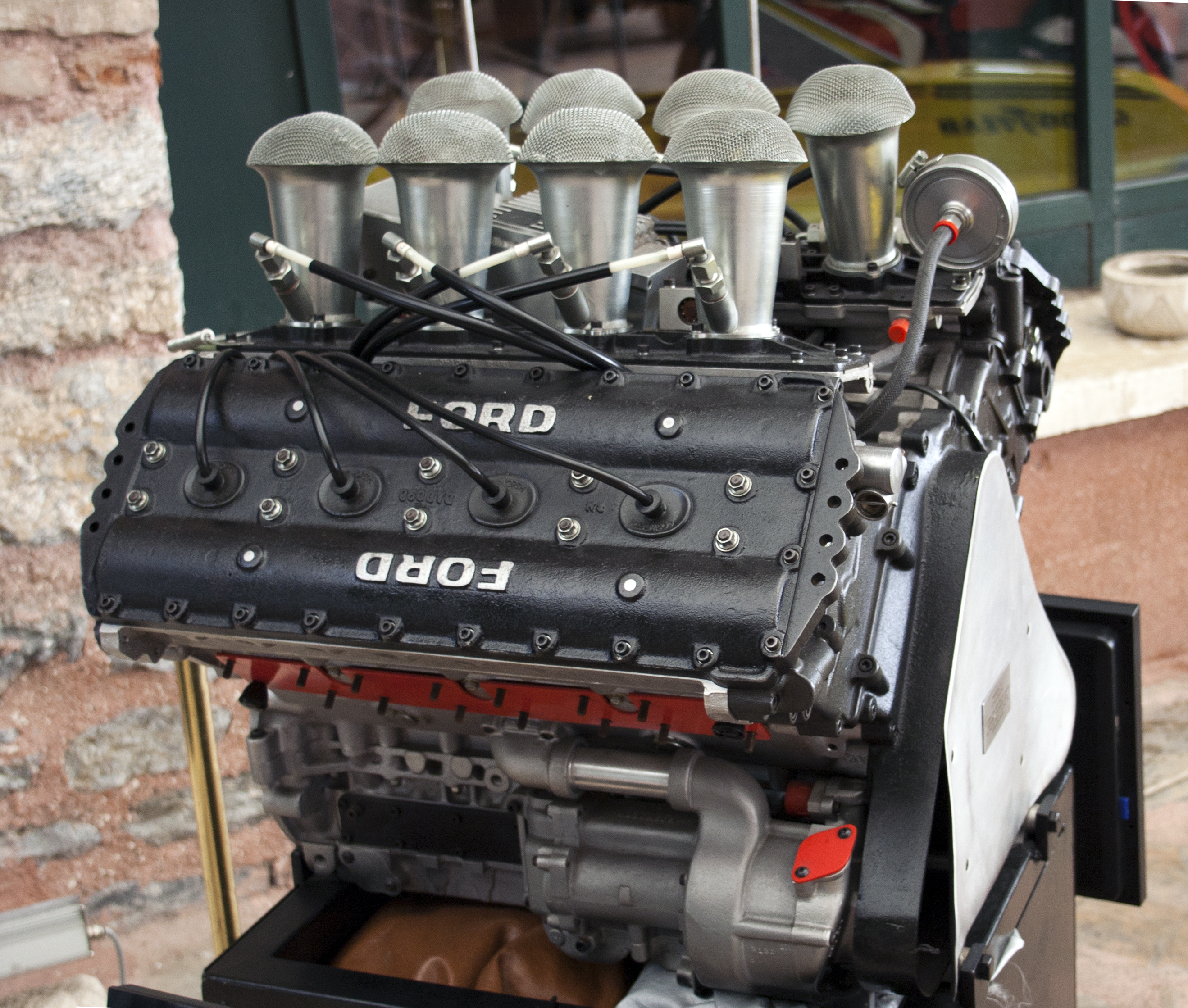
Cosworth DFV

Der McLaren MP4/1 wird wie die meisten früheren Rennwagen des Teams von einem 3,0 Liter großen Achtzylinder-Saugmotor von Cosworth angetrieben. 1981 sowie zu Beginn der Saison 1982 war es ein Cosworth DFV, der in seiner Grundkonstruktion ungeachtet dessen, dass viele Teams nach und nach auf Turbomotoren umstellten, zu dieser Zeit noch immer das am weitesten verbreitete Triebwerk war. McLaren verwendete exklusiv eine spezielle Version des DFV, die das von John Nicholson gegründete Unternehmen Nicholson-McLaren Racing Engines vorbereitete und unter anderem mit besonderen Kolben und Pleueln ausgestattet war. Die Leistung dieser Motoren lag mit 510 PS geringfügig über den herkömmlichen DFV-Einheiten.
Ab 1982 kam der Cosworth DFY zum Einsatz, eine von McLaren, Williams und Tyrrell finanzierte Weiterentwicklung des DFV, die nur diesen drei Cosworth-Kunden zur Verfügung stand. Die Leistung des DFY lag bei etwa 530 PS, die maximale Drehzahl betrug 11.500 Umdrehungen pro Minute.
Die Kraftübertragung übernahm – wie bei fast allen Rennwagen dieser Generation – ein handgeschaltetes Fünfganggetriebe von Hewland (Baureihe FG400A). Treibstoff und Schmiermittel bezog McLaren in allen drei Jahren von Valvoline.

### Reifen
1981 begann McLaren die Saison wie alle anderen Teams mit Reifen des französischen Herstellers Michelin, der nach dem Rückzug von Goodyear im Spätherbst 1980 zunächst Alleinausrüster der Formel 1 war. Zum Großen Preis von Frankreich kehrte Goodyear in die Formel 1 zurück, rüstete zunächst aber nur Williams und Brabham aus. Später kamen weitere Teams hinzu. McLaren blieb allerdings bei Michelin und war zum Saisonende der einzige britische Rennstall, der noch mit Michelin-Reifen fuhr. Im Gegensatz zu den meisten anderen Teams behielt McLaren die Beziehung zu Michelin auch 1982 und 1983 bei. Ab 1982 war McLaren neben der Équipe Ligier das einzige Cosworth-Team mit Michelin-Reifen.

## Varianten des MP4/1

### McLaren MP4/1
Der McLaren MP4/1 war die Basisversion der Modellfamilie, die in der ursprünglichen Form nur in der Saison 1981 eingesetzt wurde.

### McLaren MP4/1B

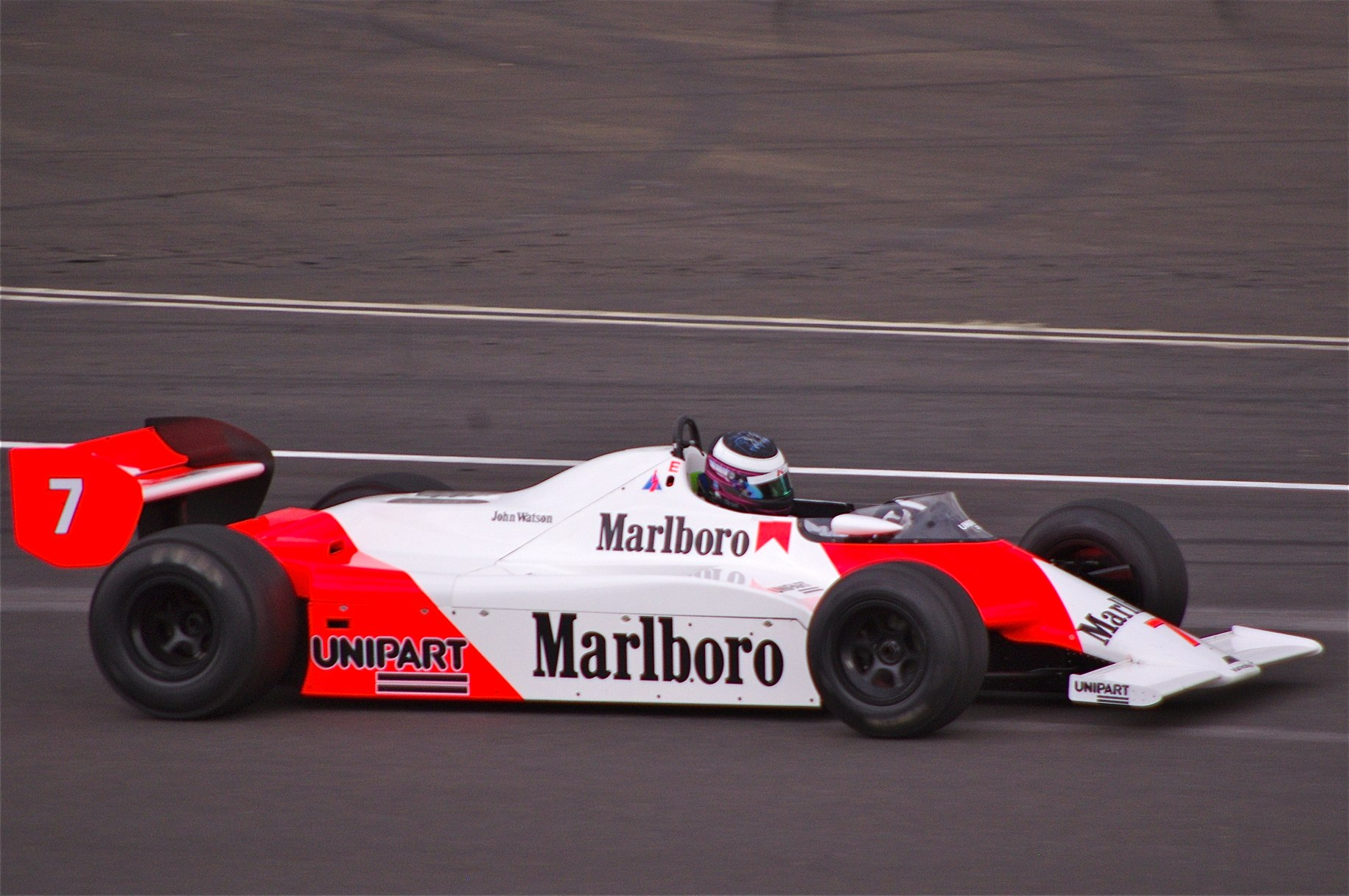
McLaren MP4/1B

Für die Saison 1982 entwickelte Barnard den MP4/1 in Details weiter. Die Überarbeitung betraf in erster Linie die Aerodynamik und verfolgte vor allem das Ziel, den Abtrieb zu erhöhen. Den Änderungen waren umfangreiche Tests im Windkanal des National Maritime Institute in Feltham vorausgegangen. Weitere Modifikationen gab es am Fahrwerk; außerdem wurde das Gewicht der Autos deutlich gesenkt. Beim Antrieb gab es – abgesehen vom Wechsel zu Cosworth-DFY-Motoren – keine Änderungen. Zwei bereits 1981 hergestellte Autos wurden im Rahmen dieses Prozesses zum MP4/1B umgebaut; im Laufe des Jahres kamen drei weitere Chassis hinzu, die neu hergestellt wurden und von Beginn an der B-Konfiguration entsprachen.

### McLaren MP4/1C
Für die Saison 1983 setzte McLaren weiterhin auf John Barnards MP4/1.
Zu Saisonbeginn traten wesentliche Regeländerungen in Kraft. Im Gegensatz zu den vorangegangenen Jahren waren Flügelprofile in den Seitenkästen jetzt verboten und die Unterböden mussten komplett glatt sein, sodass sie keinen Saugeffekt mehr produzierten. Um den neuen Regeln gerecht zu werden, wurden die Unterböden aller MP4/1B ersetzt. Die so modifizierten Autos erhielten die Bezeichnung MP4/1C. Änderungen bei der Antriebstechnik oder im Erscheinungsbild blieben auf Details beschränkt.

## Produktion
McLaren produzierte von 1981 bis 1983 insgesamt acht Chassis der MP4/1-Familie.
- Vier Chassis mit den Bezeichnungen MP/4-1 bis MP/4-4 entstanden 1981. Zwei von ihnen (MP4/1-1 und MP4/1-3) kamen nur 1981 zum Einsatz, die beiden anderen wurden jeweils für die Saison 1982 zum MP4/1B und sodann für die Saison 1983 zum MP4/1C umgebaut.

- Ergänzend dazu baute McLaren für die Saison 1982 drei weitere Chassis, die von Beginn an der B-Konfiguration entsprachen (MP4/1-5, MP4/1-6 und MP4/1-7).[13] Alle drei wurden für die Saison 1983 zu MP4/1C umgebaut. Die Chassis MP4/1-5, MP4/1-6 und MP4/1-7 erfuhren Ende 1983 noch mal tiefgreifende Modifikationen: Sie wurden für die Aufnahme des Porsche-Turbomotors umgebaut und gingen als McLaren MP4/1E an den Start.

- Ein einzelnes Chassis (MP4/1-8) entstand 1983 schließlich unmittelbar in C-Konfiguration.

## Lackierung und Sponsoren
Der MP4/1 war in allen drei Jahren weiß-rot lackiert. Das Farbmuster entsprach dem, das die Autos aller Teams zeigten, deren Hauptsponsor Marlboro war. Der Marlboro-Schriftzug wurde auf den Seitenkästen, auf den Seiten der Motorabdeckung, auf der Fahrzeugnase sowie auf den Flächen des Heckflügels gezeigt. Hinzu kamen Unipart, ein zu British Leyland gehörender Hersteller von Ersatzteilen für Automobile, und einige technische Ausrüster wie Michelin und Valvoline, die mit kleineren Aufklebern vertreten waren. Im Laufe der drei Jahre, in denen die MP4/1-Familie an den Start ging, änderten sich die Lackierung der Autos und das Sponsorenmuster nur geringfügig.

## Renneinsätze

### 1981

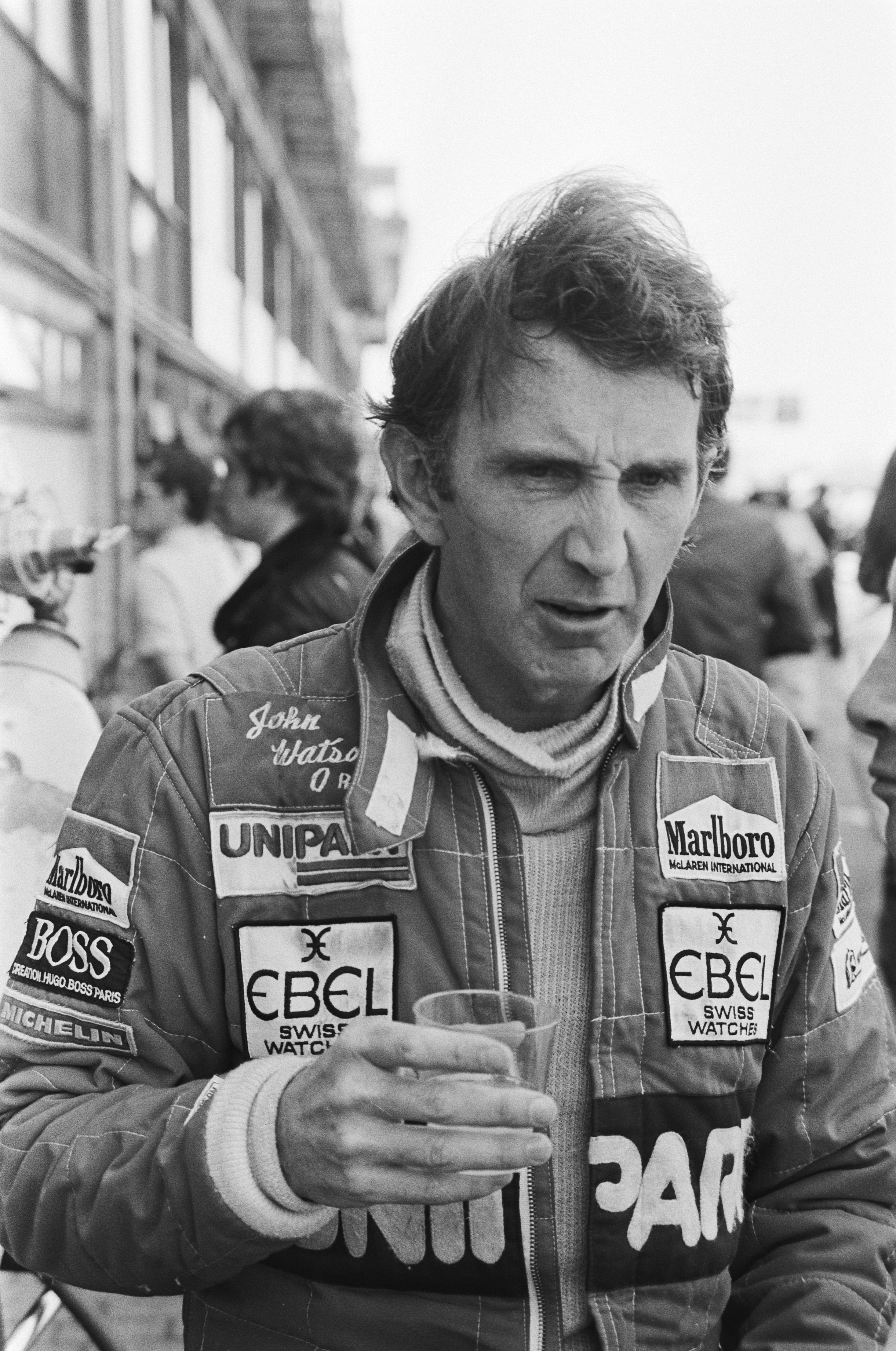
John Watson

1981 startete McLaren mit dem britischen Rennfahrer John Watson und dem Italiener Andrea de Cesaris. Zu Saisonbeginn war der MP4/1 noch nicht einsatzbereit; das Team meldete stattdessen bei den ersten beiden Weltmeisterschaftsläufen für beide Fahrer den alten McLaren M29, der nach geringfügiger Überarbeitung die Bezeichnung M29F bekam. Watson erhielt den ersten MP4/1 zum Großen Preis von Argentinien, das Auto für de Cesaris war erst in Monaco einsatzbereit.
Beim ersten Rennen des MP4/1 war Watson im Qualifying 1,3 Sekunden schneller als de Cesaris im M29F. Im Rennen fiel Watson nach 36 Runden infolge eines Getriebeschadens aus. Beim anschließenden Weltmeisterschaftslauf in Imola kam der MP4/1 erstmals ins Ziel: Watson wurde mit zwei Runden Rückstand auf den Sieger (Nelson Piquet im Brabham) Zehnter. In Belgien kam er als Siebter ins Ziel und hatte dabei genauso viele Runden zurückgelegt wie der Sieger. In Monaco fielen beide MP4/1 vor Rennende aus, Watson nach einem Motorschaden und de Cesaris nach einer Kollision. Beim anschließenden Lauf in Spanien, bei dem die ersten vier Fahrer innerhalb einer Sekunde ins Ziel kamen, erreichte Watson als Dritter mit dem MP4/1 erstmals einen Podiumsplatz. Damit fuhr er die ersten Weltmeisterschaftspunkte mit dem MP4/1 ein. In Frankreich wurde Watson, vom zweiten Startplatz aus ins Rennen gehend, Zweiter, und beim anschließenden Rennen in Großbritannien fuhr er den ersten Sieg für den MP4/1 ein. Watson kam 40 Sekunden vor dem zweitplatzierten Carlos Reutemann (Williams FW07C) ins Ziel. Im weiteren Verlauf der Saison folgten für Watson noch zwei sechste Plätze (Deutschland und Österreich) und ein zweiter Platz (Kanada). In Italien hatte Watson einen schweren Unfall: In den Lesmo-Kurven verlor er die Kontrolle über sein Auto und schlug derart heftig in die Leitplanken ein, dass der Motor aus dem Wagen herausgerissen wurde. Das Kunststoffmonocoque hielt den Belastungen stand, sodass Watson unverletzt entkam. Dieser Unfall trug maßgeblich dazu bei, die Akzeptanz der bis dahin vielfach kritisch betrachteten Kunststoffkonstruktion zu erhöhen. Einige Autoren gehen davon aus, dass Watson diesen Unfall in einem herkömmlichen Aluminiummonocoque nicht überlebt hätte.
De Cesaris erreichte mit dem MP4/1 keine Zielankunft in den Punkterängen. Sein bestes Ergebnis war der achte Platz beim Großen Preis von Österreich. Im Laufe der Saison fiel er bei vierzehn Starts achtmal aus; in sechs Fällen beschädigte er dabei sein Auto. Trainingsveranstaltungen mit eingerechnet, hatte er 1981 insgesamt 18 Unfälle. Als Reaktion auf die hohe Unfallfrequenz zog McLaren sein Auto vor dem Großen Preis der Niederlande, für den er sich als 13. qualifiziert hatte, zurück.
McLaren erzielte 1981 mit dem MP4/1 insgesamt 27 Weltmeisterschaftspunkte. Unter Einbeziehung eines weiteren Punkts, den de Cesaris im alten M29F eingefahren hatte, belegte das Team am Saisonende Rang 6 der Konstrukteursweltmeisterschaft und hatte sich damit im ersten Ron-Dennis-Jahr gegenüber dem Vorjahr um drei Plätze verbessert.

### 1982

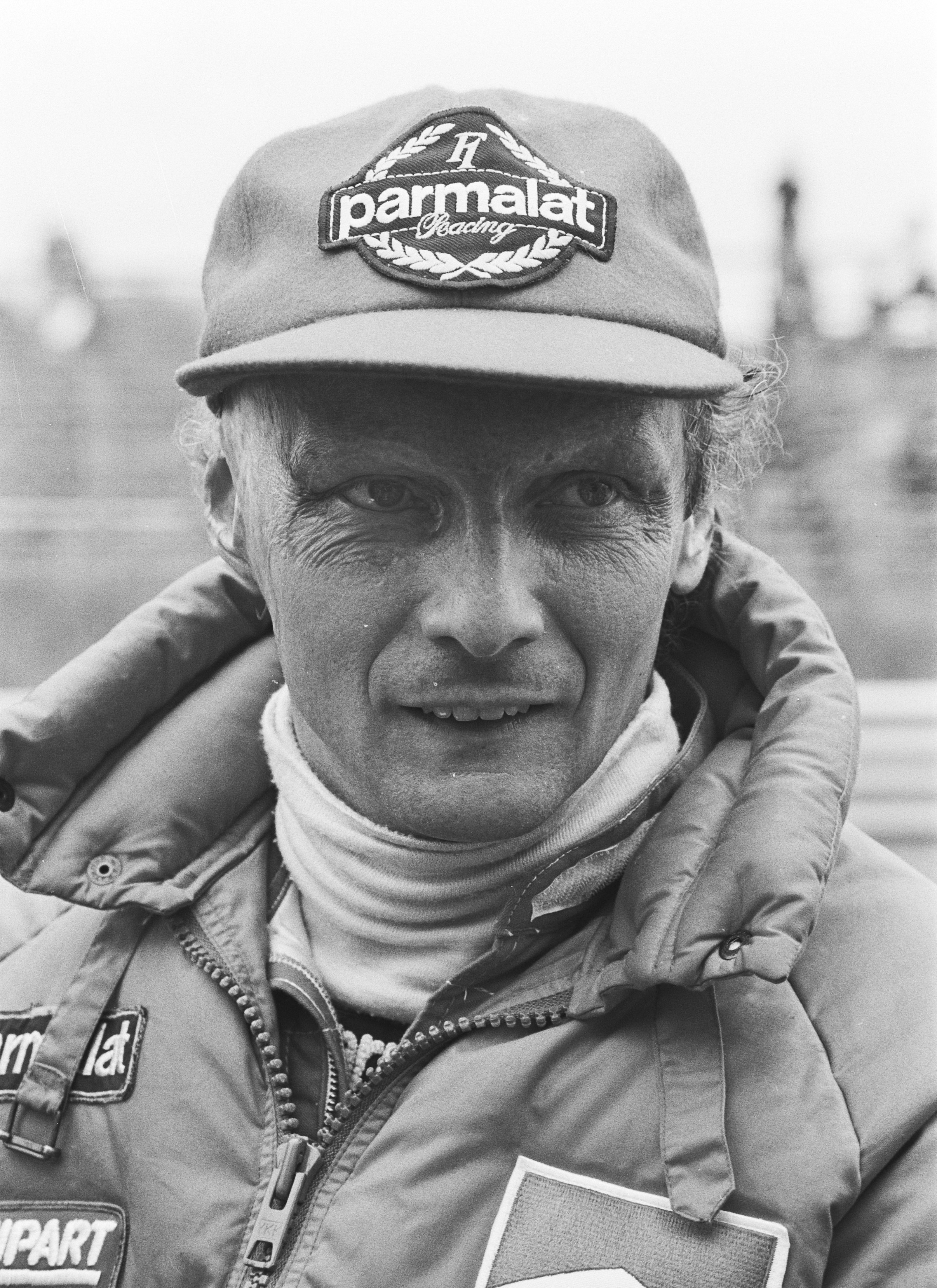
Niki Lauda (1982)

Die Saison 1982 war das einzige Jahr, in dem McLaren zu jedem Rennen mit einer Cosworth-Version der MP4/1-Reihe antrat. Zum Einsatz kam jeweils der MP4/1B. John Watson fuhr auch in dieser Saison für McLaren, während Andrea de Cesaris, der zu dem ebenfalls von Marlboro unterstützten Alfa-Romeo-Werksteam gewechselt war, durch den zweifachen Weltmeister Niki Lauda ersetzt wurde, der nach einer zweijährigen Pause wieder in die Formel 1 zurückkehrte.
In den Qualifyings war Lauda übers Jahr gesehen meist schneller als Watson; lediglich bei den Großen Preisen von Südafrika, Monaco, Kanada und Las Vegas ging Watson vor Lauda ins Rennen. Die beste Startposition eines McLaren war in diesem Jahr Laudas zweiter Platz beim Großen Preis der USA West. Dort fuhr Lauda auch den ersten Sieg des Teams in diesem Jahr ein, nachdem Watson zuvor in Brasilien bereits Zweiter geworden war. Den Großen Preis von San Marino ließ McLaren wie die meisten anderen britischen Teams aus. Der Große Preis von Belgien ging danach an Watson, wo Lauda, der als Dritter ins Ziel gekommen war, nachträglich disqualifiziert wurde, weil sein MP4/1B das vom Reglement vorgeschriebene Mindestgewicht nicht erreichte. Im weiteren Verlauf der Saison kamen noch Siege in Detroit (Watson) und in Großbritannien (Lauda) hinzu. Zur Saisonmitte war Watson zwischenzeitlich Führender in der Fahrerwertung, gab die Führung aber nach einem punktelosen Rennen in den Niederlanden und einem Ausfall in Großbritannien an Didier Pironi (Ferrari) ab, der in Zandvoort gewonnen hatte und in Silverstone Zweiter geworden war. Am Ende der Saison lag Watson auf dem dritten und Lauda auf dem fünften Platz der Fahrerwertung. Zusammen fuhren sie 69 Weltmeisterschaftspunkte ein, mit denen McLaren hinter Ferrari Zweiter der Konstrukteursmeisterschaft wurde und das beste Saugmotorteam dieser Saison war.

### 1983

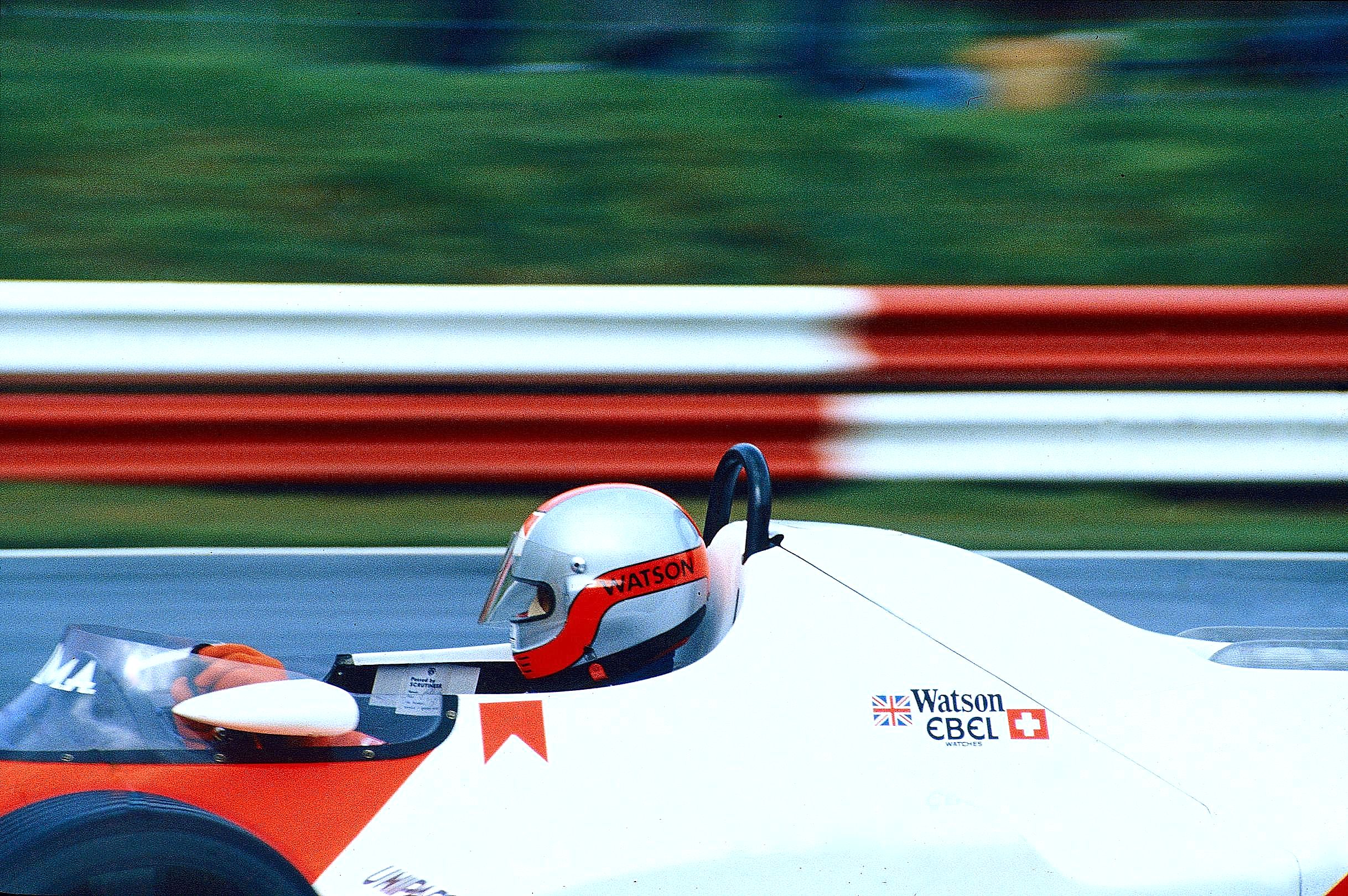
John Watson im MP4/1C beim nicht zur Weltmeisterschaft zählenden Race of Champions 1983

Für die Saison 1983 änderten sich die Rahmenbedingungen der Formel 1 erheblich. Einerseits trat ein Verbot von Flügelprofilen im Unterboden und den Seitenkästen in Kraft, andererseits setzten sich Turbomotoren weiter durch. Alfa Romeo, Brabham, Ferrari und Toleman setzten bereits seit Saisonbeginn Turbomotoren ein, Williams und Lotus wechselten im Laufe des Jahres. McLaren hatte Aussicht auf Turbomotoren von Porsche, die allerdings erst zum Saisonende einsatzbereit waren. Für das Team war 1983 deshalb eine Übergangssaison, in der es zunächst mit dem MP4/1C an den Start ging, einer an die neuen Unterbodenregeln angepassten Version des zwei Jahre alten MP4/1. Als Fahrer meldete McLaren erneut Watson und Lauda.
Der MP4/1C war mit seinem Cosworth-Motor und dem Flachboden in der Saison 1983 nur noch ein Mittelfeldauto. Mit Ausnahme des Auftaktrennens in Brasilien, wo Lauda als Neunter startete, belegten die beiden McLaren-Fahrer regelmäßig Startpositionen in der zweiten Hälfte des Feldes. Einen Tiefpunkt erreichte das Team beim Großen Preis von Monaco, zu dem sich beide Fahrer nicht qualifizieren konnten. Es war die erste komplette Nichtqualifikation McLarens in der Gesichte des Teams. Insbesondere bei Lauda kam es im Laufe der Saison vielfach zu Ausfällen. Einen besonderen Erfolg erzielte Watson beim zweiten Rennen des Jahres in Long Beach, das er nach einem Start von Platz 22 aus vor Niki Lauda gewann. In Deutschland, wo er als 23. gestartet war, kam Lauda als Fünfter ins Ziel. Weil er bei einem Boxenstopp jedoch kurzzeitig rückwärts gefahren war, wurde er nachträglich disqualifiziert. Daraufhin wurde sein Teamkollege Watson, der nach ihm ins Ziel gekommen war, als Fünfter gewertet.
Lauda erhielt den ersten MP/1E mit Turbomotor zum Großen Preis der Niederlande, Watsons Auto war zum anschließenden Rennen in Italien fertig. Nach dem Lauf in Zandvoort ging kein MP4/1C mehr bei einem Formel-1-Rennen an den Start.
Im Laufe der Saison kamen noch zwei dritte und ein zweiter Platz sowie mehrere Punkteplatzierungen außerhalb der Podiumsränge hinzu. Mit insgesamt 34 Weltmeisterschaftspunkten, die das Team ausschließlich mit dem MP4/1C einfuhr, kam es nur auf die Hälfte der im Vorjahr erzielten Punkte und fiel in der Konstrukteurswertung auf Rang fünf zurück.
Im Laufe des Jahres 1983 gab es Pläne, den deutschen Formel-2-Rennfahrer Stefan Bellof mit finanzieller Unterstützung des Bekleidungsherstellers Boss in einem MP4/1C beim Großen Preis von Europa in Brands Hatch starten zu lassen. Die Planungen zerschlugen sich, auch wenn Bellof auf einer frühen Version der Meldeliste als McLaren-Fahrer geführt wurde. Letztlich nahm Bellof zusammen mit Martin Brundle und Ayrton Senna an privaten Testfahrten für McLaren teil.

## Ergebnisse
| Fahrer               | Chassis              | Nr.                  | 1   | 2   | 3   | 4   | 5   | 6   | 7   | 8   | 9   | 10  | 11  | 12  | 13  | 14  | 15  | 16  | Punkte  | Rang |
| -------------------- | -------------------- | -------------------- | --- | --- | --- | --- | --- | --- | --- | --- | --- | --- | --- | --- | --- | --- | --- | --- | ------- | ---- |
| Formel-1-Saison 1981 | Formel-1-Saison 1981 | Formel-1-Saison 1981 |     |     |     |     |     |     |     |     |     |     |     |     |     |     |     |     | 27 (28) | 6    |
| J. Watson            | McLaren MP4/1        | 7                    |     |     | DNF | 10  | 7   | DNF | 3   | 2   | 1   | 6   | 6   | DNF | DNF | 2   | 7   |     | 27 (28) | 6    |
| A. de Cesaris        | McLaren MP4/1        | 8                    |     |     |     |     |     | DNF | DNF | 11  | DNF | DNF | 8   | DNS | 7   | DNF | 12  |     | 27 (28) | 6    |
| Formel-1-Saison 1982 | Formel-1-Saison 1982 | Formel-1-Saison 1982 |     |     |     |     |     |     |     |     |     |     |     |     |     |     |     |     | 69      | 2    |
| J. Watson            | McLaren MP4/1B       | 7                    | 6   | 2   | 6   |     | 1   | DNF | 1   | 3   | 9   | DNF | DNF | DNF | 9   | 13  | 4   | 2   | 69      | 2    |
| N. Lauda             | McLaren MP4/1B       | 8                    | 4   | DNF | 1   |     | DSQ | DNF | DNF | DNF | 4   | 1   | 8   | DNS | 5   | 3   | DNF | DNF | 69      | 2    |
| Formel-1-Saison 1983 | Formel-1-Saison 1983 | Formel-1-Saison 1983 |     |     |     |     |     |     |     |     |     |     |     |     |     |     |     |     | 34      | 5    |
| J. Watson            | McLaren MP4/1C       | 7                    | DNF | 1   | DNF | 5   | DNQ | DNF | 3   | 6   | 9   | 5   | 9   | 3   |     |     |     |     | 34      | 5    |
| N. Lauda             | McLaren MP4/1C       | 8                    | 3   | 2   | DNF | DNF | DNQ | DNF | DNF | DNF | 6   | DSQ | 6   |     |     |     |     |     | 34      | 5    |

| Legende  | Legende            | Legende                                                          |
| Farbe    | Abkürzung          | Bedeutung                                                        |
| -------- | ------------------ | ---------------------------------------------------------------- |
| Gold     | –                  | Sieg                                                             |
| Silber   | –                  | 2. Platz                                                         |
| Bronze   | –                  | 3. Platz                                                         |
| Grün     | –                  | Platzierung in den Punkten                                       |
| Blau     | –                  | Klassifiziert außerhalb der Punkteränge                          |
| Violett  | DNF                | Rennen nicht beendet (did not finish)                            |
| Violett  | NC                 | nicht klassifiziert (not classified)                             |
| Rot      | DNQ                | nicht qualifiziert (did not qualify)                             |
| Rot      | DNPQ               | in Vorqualifikation gescheitert (did not pre-qualify)            |
| Schwarz  | DSQ                | disqualifiziert (disqualified)                                   |
| Weiß     | DNS                | nicht am Start (did not start)                                   |
| Weiß     | WD                 | zurückgezogen (withdrawn)                                        |
| Hellblau | PO                 | nur am Training teilgenommen (practiced only)                    |
| Hellblau | TD                 | Freitags-Testfahrer (test driver)                                |
| ohne     | DNP                | nicht am Training teilgenommen (did not practice)                |
| ohne     | INJ                | verletzt oder krank (injured)                                    |
| ohne     | EX                 | ausgeschlossen (excluded)                                        |
| ohne     | DNA                | nicht erschienen (did not arrive)                                |
| ohne     | C                  | Rennen abgesagt (cancelled)                                      |
| ohne     | keine WM-Teilnahme |                                                                  |
| sonstige | P/fett             | Pole-Position                                                    |
| sonstige | 1/2/3/4/5/6/7/8    | Punktplatzierung im Sprint-/Qualifikationsrennen                 |
| sonstige | SR/kursiv          | Schnellste Rennrunde                                             |
| sonstige | *                  | nicht im Ziel, aufgrund der zurückgelegten Distanz aber gewertet |
| sonstige | ()                 | Streichresultate                                                 |
| sonstige | unterstrichen      | Führender in der Gesamtwertung                                   |